# Katrin Schreiter

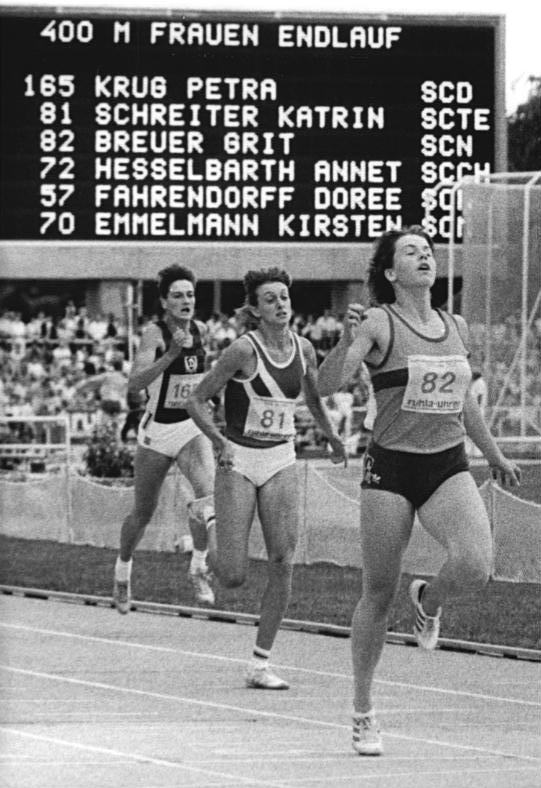
Grit Breuer (vorne), Katrin Schreiter (dahinter folgend) und Petra Krug (hinten), 22. Juli 1989

Katrin Schreiter (* 24. Februar 1969 in Arnstadt) ist eine ehemalige deutsche Sprinterin, deren Spezialstrecke die 400-Meter-Distanz war.
Ihr größter Erfolg ist Sieg in der deutschen 4-mal-400-Meter-Staffel bei den Hallenweltmeisterschaften 1991 in Sevilla zusammen mit Sandra Seuser, Annett Hesselbarth und Grit Breuer in der Hallenweltrekordzeit von 3:27,22 min.
Im selben Jahr wurde sie bei der 4-mal-400-Meter-Staffel den Weltmeisterschaften in Tokio im Vorlauf in der deutschen Stafette eingesetzt, die im Endlauf Dritte wurde.
1989 und 1990 wurde sie DDR-Hallenmeisterin über 400 Meter. 1989 wurde sie sowohl im 400-Meter-Einzellauf als auch mit der Staffel des SC Turbine Erfurt über 4-mal 400 Meter DDR-Vizemeisterin.
Katrin Schreiter ist 1,76 m groß und wog in ihrer aktiven Zeit 59 kg. Sie startete für den SC Turbine Erfurt.

## Persönliche Bestzeiten
- 100 m: 11,65 s, 22. Juni 1989, Rostock
- 200 m: 23,93 s, 18. Mai 1986, Cottbus
- 400 m: 51,27 s, 30. August 1989, Berlin
  - Halle: 52,86 s, 16. Februar 1991, Dortmund